# ريتشارد تورنبول
ريتشارد تورنبول (بالإنجليزية: Richard Turnbull)‏ هو سياسي نيوزلندي، ولد في 1826. انتخب عضو مجلس النواب النيوزيلندي.